# Novo movimento
Novo movimento é um movimento musical surgido no Brasil no início dos anos 2000, representado, principalmente, por bandas de rock alternativo surgidas em circuitos cristãos evangélicos que não desejavam tocar, necessariamente, para um público adepto da música cristã contemporânea, ou que considerava desnecessária a rotulação de músicas por conta de crenças religiosas.
O contexto cultural do movimento se dá exatamente após o fim do chamado movimento gospel, quando a música protestante brasileira recebeu extrema atenção da indústria musical e a banda Catedral migrava de mercado, do chamado "gospel" para o "secular". As primeiras bandas a representar este movimento foram Aeroilis e Tanlan. Embora, por vezes, Catedral seja citada, algumas bandas do novo movimento afirmam que o Catedral não faz parte desta filosofia musical por ter sido, anteriormente, uma "banda gospel". O primeiro lançamento do movimento foi o álbum Aeroilis, de 2004.
Também chamado de pós-gospel ou crossover (em referência a bandas estrangeiras que transitam por diversos públicos), o novo movimento adentrou o mainstream com os lançamentos da banda Palavrantiga, especialmente pelos artigos escritos por seu vocalista, Marcos Almeida, influenciado pelo filósofo Hans Rookmaaker. A partir dos anos 2010, vários músicos e bandas, não oriundos do rock, ou até mesmo do meio "gospel" também passaram a se afirmar simpatizantes do movimento.
O novo movimento também tem sido questionado e/ou recebido críticas, com autores acreditando que não é possível, literalmente, na perspectiva brasileira, transitar entre públicos religiosos e não-religiosos, mas que músicas que não falem explicitamente de religião podem ganhar a simpatia de pessoas não-religiosas.
| Nome         | Atividade  | Origem            | Integrantes | Discografias |
| ------------ | ---------- | ----------------- | --- | --- |
| Aeroilis     | 2001-2013  | Florianópolis/SC  | Atuais - Raphael Campos - Arvid Auras - Fi Silveira - Alan Wenning Ex - Eduardo Galvani (baixo) - Fernando Porto (guitarra) - Helon Borba (baixo)          | - 2004: Aeroilis - 2010: Nada Mais Além |
| Crombie      | 2006-2016  | Niterói/RJ        | - Paulo Nazareth (vocal, violão) - Felipe Vellozo (baixo, vocal) - Filipe Costa (guitarra, violão) - Lucas Magno (bateria) - Gabriel Luz (vocal, guitarra) | |
| Os Oitavos   | Atual      | Caxias do Sul/RS  | - Johnnie Haeuser (vocal, guitarra e piano) - Marcos Reis (baixo) - Lucas Daneluz (guitarra) - Ricardo Dini (bateria)                                      | - Armas de Distração em Massa |
| Palavrantiga | 2007-Atual | Belo Horizonte/MG | - Marcos Almeida - Josias Alexandre - Lucas Fonseca - Felipe Vieira                                                                                        | EPs - 2008: Palavrantiga - Volume 1 Álbuns de estúdio - 2010: Esperar é Caminhar - 2012: Sobre o Mesmo Chão Cancelados - 2011: Uma Noite em Recife Singles - 2018: Toda Vez que Você me Vê                      |
| Tanlan       | 2004-Atual | Porto Alegre/RS   | Atuais - Fábio Sampaio - Beto Reinke - Tiago Garros - Fernando Garros Ex - Kiko Magioli - Lucas Moser                                                      | EPs - 2005: Tanlan Álbuns de estúdio - 2008: Tudo que eu Queria - 2012: Um Dia a Mais - 2016: ACALMANOCAOS Singles - 2010: "De Onde Vem" - 2013: "É Natal" - 2015: "A Maior Aventura" - 2016: "O Que Vai Ficar" |